# Masacre de Tesalónica

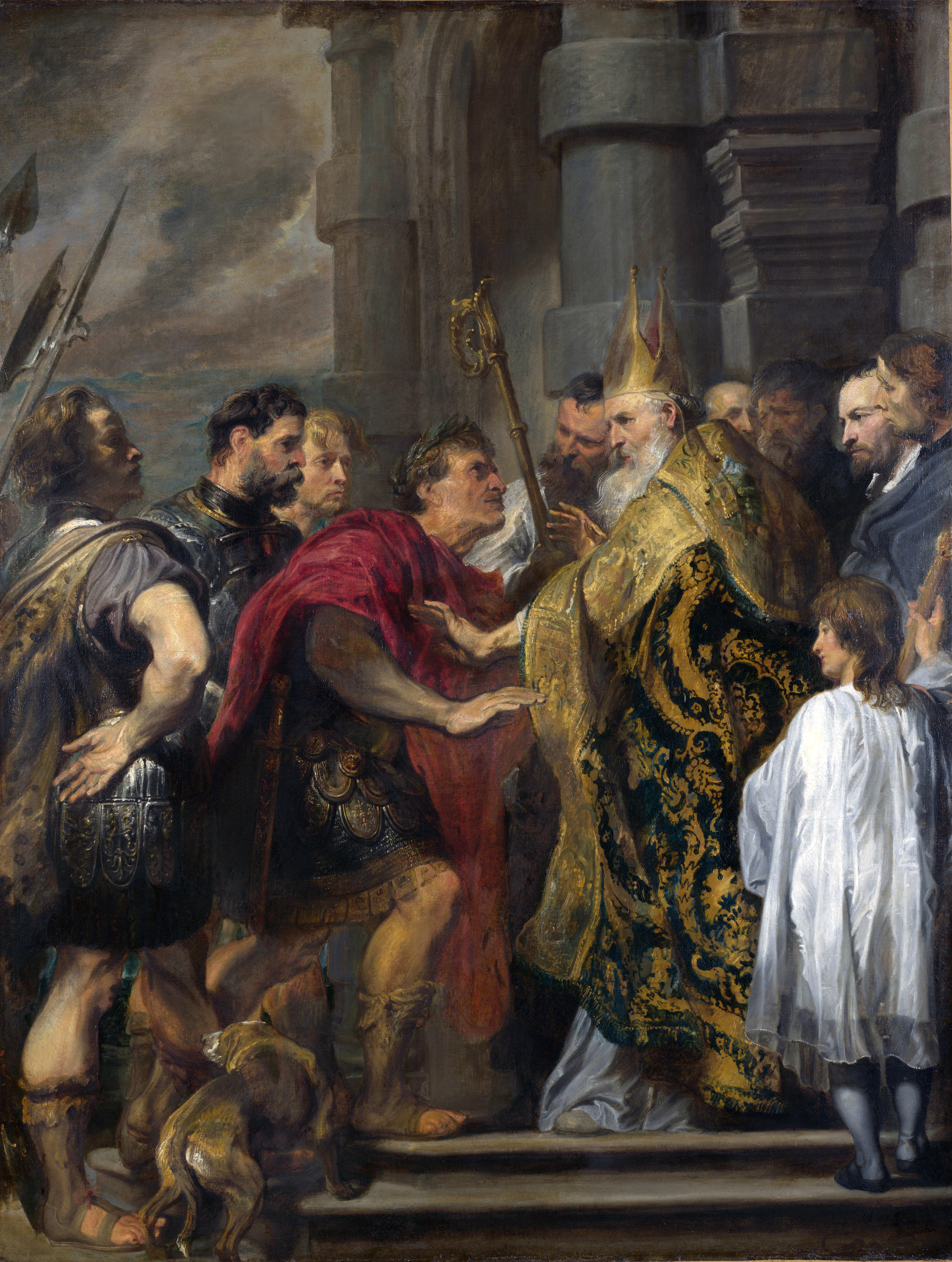
Ambrosio y Teodosio, Antoon van Dyck.

La Masacre de Tesalónica fue una acción de represalia del emperador romano Teodosio I en 390 contra los habitantes de la ciudad griega de Tesalónica que se habían sublevado. 

## Historia
La causa del alzamiento fue que Buterico, un magister militum godo de la tropa pretoriana, mandó arrestar a un popular auriga por haber tratado de seducir a un sirviente del emperador o incluso al magister militum mismo, aplicando la ley contra los actos homosexuales que Teodosio había promulgado ese mismo año. Cuando el auriga fue encarcelado los ciudadanos de Tesalónica exigieron que le liberaran. Buterico fue asesinado por una turba enardecida durante el tumulto que siguió; cuando Teodosio recibió en Milán tal noticia, intervino ordenando a sus tropas castigar a los tesalonicenses como culpables del crimen. 
Aunque Teodosio revocó la orden, el aviso llegó demasiado tarde y los soldados enfurecidos mataron a 7000 habitantes de la ciudad reunidos en el circo, de modo indiscriminado. Tampoco hay consenso si la represalia ordenada por Teodosio implicaba una matanza masiva de civiles, o si esto fue obra exclusiva de una tropa imperial fuera de control en Tesalónica. Aunque el número probablemente se exageró, y no hay relatos contemporáneos que aporten detalles sobre lo ocurrido, el consenso histórico es que la matanza fue muy grande en cualquier caso. 

## Consecuencias
Este incidente provocó la ira del obispo de Milán Ambrosio que exigió el arrepentimiento del emperador. Concretamente Ambrosio declaró que Teodosio debía imitar al Rey David en su escala de arrepentimiento como le había imitado en su escala de culpabilidad, y le excomulgó hasta que lo hiciera, y solo le permitió la eucaristía tras varios meses de pública penitencia.
Aunque la autoridad imperial no estuvo en cuestión en este proceso, la importancia política de los representantes de la Iglesia en el Imperio romano tardío nunca quedó tan clara como en este episodio, y fue un evento que el emperador Teodosio no pudo ignorar en el futuro. Se hizo notable que los líderes religiosos del cristianismo poseían ahora gran influencia política en la parte oeste del imperio, inclusive frente a un importante emperador, que a pesar de haber abolido los cultos heréticos y casi extinguido el paganismo ya no podía considerarse como cabeza de la Iglesia y del Imperio y de hecho el clero cristiano podía poner límites a su poder. En palabras de Ambrosio: "El emperador está en la Iglesia, no por encima de la Iglesia." 